# Exile on Coldharbour Lane
 (août 2018).
Si vous disposez d'ouvrages ou d'articles de référence ou si vous connaissez des sites web de qualité traitant du thème abordé ici, merci de compléter l'article en donnant les références utiles à sa vérifiabilité et en les liant à la section « Notes et références ».
 (juillet 2021).
Exile on Coldharbour Lane est le premier album du groupe Alabama 3 (en), sorti le 11 novembre 1997, sur les labels One Little Indian et Geffen.

## Présentation
Le nom et la couverture de l'album font référence à Exile on Main St. des Rolling Stones et à Coldharbour Lane (en), une des principales rues de Brixton, dans South London qui est elle connue pour ses bars de fin de nuit et la présence importante de dealers de drogue. Les sessions d'enregistrement se déroulent de mars à juin 1997. L'album reçoit des critiques favorables, dont une note de 8,9 par Pitchfork.
Exile on Coldharbour Lane n'est classé dans aucun classement des meilleures ventes aux États-Unis.
La chanson Sister Rosetta figure dans la bande originale du film Barnyard. Woke Up This Morning est connue pour servir au générique d'ouverture de la série télévisée Les Soprano, dans sa version Chosen One Mix.

## Liste des titres
1. Converted
2. Speed of the Sound of Loneliness (John Prine)
3. Woke Up This Morning
4. U Don't Dans 2 Tekno
5. Bourgeoisie Blues
6. Ain't Goin' to Goa
7. Mao Tse Tung Said
8. Hypo Full of Love (The 12-Step Plan)
9. The Old Purple Tin (9% of Pure Heaven)
10. The Night We Nearly Got Busted
11. Sister Rosetta
12. Peace in the Valley